# Molly Burch
Molly Burch (nacida el 23 de octubre de 1990) es una cantautora estadounidense. Radicada en Los Ángeles, California, su música a menudo refleja temas de desamor y pérdida. Ella es la vocalista principal y compositora. Burch estudió interpretación vocal de jazz en la UNC Asheville y se sintió atraída por vocalistas como Nina Simone y Billie Holiday. Un crítico describió su música como una "embriagadora oda a un amor no correspondido" como de una "cantante de club nocturno".

## Primeros años
Burch se crio en Los Ángeles. Ambos padres estaban involucrados en la industria cinematográfica; su madre trabajaba como directora de casting mientras que su padre era guionista y productor. Su hermana es la guionista Samy Burch.

## Discografía

### Álbumes de estudio
| Título                                     | Detalles |
| ------------------------------------------ | --- |
| Please Be Mine                             | - Lanzamiento: 17 de febrero de 2017 - Discográfica: Captured Tracks - Formatos: Vinilo, CD, casete, descarga digital, streaming    |
| First Flower                               | - Lanzamiento: 5 de octubre de 2018 - Discográfica: Captured Tracks - Formatos: Vinilo, CD, casete, descarga digital, streaming     |
| The Molly Burch Christmas Album            | - Lanzamiento: 15 de noviembre de 2019 - Discográfica: Captured Tracks - Formatos: Vinilo, CD, descarga digital, streaming          |
| Romantic Images                            | - Lanzamiento: 23 de julio de 2021 - Discográfica: Captured Tracks - Formatos: Vinilo, CD, casete, descarga digital, streaming      |
| The Molly Burch Christmas Album - Expanded | - Lanzamiento: 5 de diciembre de 2022 - Formatos: Vinilo, descarga digital, streaming                                               |
| Daydreamer                                 | - Lanzamiento: 29 de septiembre de 2023 - Discográfica: Captured Tracks - Formatos: Vinilo, CD, casete, descarga digital, streaming |

### Sencillos
| Título                                         | Año  | Álbum                                      |
| ---------------------------------------------- | ---- | ------------------------------------------ |
| "Downhearted"                                  | 2016 | Please Be Mine                             |
| "Try'"                                         | 2016 | Please Be Mine                             |
| "Wrong for You"                                | 2017 | Please Be Mine                             |
| "Wild"                                         | 2018 | First Flower                               |
| "To the Boys"                                  | 2018 | First Flower                               |
| "Candy"                                        | 2018 | First Flower                               |
| "Only One"                                     | 2019 | (sencillo sin álbum)                       |
| "Ballads"                                      | 2019 | (sencillo sin álbum)                       |
| "Last Christmas ft. John Early y Kate Berlant" | 2019 | The Molly Burch Christmas Album            |
| "Needy"                                        | 2020 | (sencillo sin álbum)                       |
| "Emotion feat. Wild Nothing"                   | 2021 | Romantic Images                            |
| "Control"                                      | 2021 | Romantic Images                            |
| "Heart of Gold"                                | 2021 | Romantic Images                            |
| "Cozy Christmas/December Baby"                 | 2022 | The Molly Burch Christmas Album - Expanded |
| "Physical"                                     | 2023 | Daydreamer                                 |
| "Unconditional"                                | 2023 | Daydreamer                                 |
| "Tattoo"                                       | 2023 | Daydreamer                                 |